# Benoit-Gonin
Benoit-Gonin is een historisch Frans motorfietsmerk.
Benoit-Gonin was een Frans merk van de juwelier-horlogemaker Alexandre Benoît-Gonin uit Lyon, die in 1907 zijn eerste motorfiets bouwde. 
Aanvankelijk gebruikte hij Givaudan-motorblokken, maar die werden al snel vervangen door 700cc-Zedel-V-twins. Na de Eerste Wereldoorlog gebruikte hij ook Franse 500cc-Anzani-motoren. Het topmodel had echter een 750cc-MAG-V-twin. In 1924 werd Benoît-Gonin weer horlogemaker.